# Geyria arabica
Geyria arabica is een insect uit de familie van de mierenleeuwen (Myrmeleontidae), die tot de orde netvleugeligen (Neuroptera) behoort. 
Geyria arabica is voor het eerst wetenschappelijk beschreven door Hölzel in 1983.